# Baryscapus elasmi
Baryscapus elasmi är en stekelart som först beskrevs av Graham 1986.  Baryscapus elasmi ingår i släktet Baryscapus och familjen finglanssteklar. Inga underarter finns listade.